# Roanoke County
Roanoke County är ett administrativt område i delstaten Virginia, USA, med 92 376 invånare. Den administrativa huvudorten (county seat) är Salem. De båda städerna Salem och Roanoke är enklaver inom Roanoke County, och då de båda städerna är s.k. oberoende städer ingår de administrativt inte i countyt.
Stora delar av countyt består av landsbygd och bergstrakter, och de flesta av countyts invånare är bosatta i förorterna nära Roanoke och Salem, i det område som kallas Roanoke Valley. Några orter med större invånarantal är Cave Springs, Hollins och Vinton.

## Geografi
Enligt United States Census Bureau har countyt en total area på 650 km². 650 km² av den arean är land och 0 km² är vatten.  

### Angränsande countyn och städer
- Botetourt County - nordost
- Bedford County - öst
- Franklin County - sydost
- Floyd County - syd-sydväst
- Montgomery County - väst
- Craig County - nordväst
- Salem - enklav (stad)
- Roanoke - enklav (stad)